# Ондржейниці
Ондржейниці (чеськ. Ondřejnice) — невелика річка у  Мораво-Сілезькому краї, Чехії, права притока середньої ділянки Одри. Ондржейниці протікає за межами заповідної території Бескидів, хоча джерело в районі Ондржейнік належить до заповіднику. Незначна частина річки протікає через заповідну зону поблизу Гуквалди. У річці мешкають заповідні тварини, такі як мересниці та раки, а річище також є місцем, де полюють рибалочки блакитні та видри.  У річці мешкає типове форельне рибне товариство.

## Потік
Ондржейниці впадає в Одру поблизу села Стара Весь-над-Ондржейниці, на висоті 219 м над рівнем моря, витікає на висоті 760 м над рівнем моря недалеко від Козловице, на західному схилі масиву Ондржейнік, Моравсько-Сілезькі бескиди. Загальна довжина потоку від витоку до Одри становить 29,1 км, а управлінням займаються  державні підприємства «Басейн річки Одра» та «Управління Лісів Чеської Республіки».  За характером річка має відносно невелику довжину, подібну до сусідніх приток Одеру. У нижній лінії, що належить до заплави Одри, Ондржейниці — струмок, досить низинного характеру з меншим ухилом дна, у середній частині — гірський потік, а поблизу джерела —  невеликий потічок. 
Ондржейниці належить до потоків з найбільшою часткою втручань у первісний природний стан річища. На ділянці, що підпорядковується підприємству «Басейн річки Одра», річку перетинають 50 водозбірних об'єктів, 42 пішохідні мости та близько 150 комунікаційних споруд.

## Баланс водного господарства
Ондржейнице дещо збільшується внаслідок подачі води через Остравську регіональну систему водопостачання, яка забезпечує деякі місцеві муніципалітети питною водою. Також річка наповнюється стічними водами, що скидаються з міських очисних споруд та місцевих каналізаційні.

## Екологічно важливі елементи ландшафту
Ондржейниці — це природний звивистий потік з перпендикулярними хребтами та піщаними або гравійними відкладеннями та річковими вигинами. Також створюються менші острови. Меандри з відкладеннями піску та мілини є місцем проживання дідка звичайного, а в річищі виявлено місце перебування птахів роду рибалочкових. Спостерігається природна динаміка течії річки, дуже цінна з точки зору поширення видів, пов’язаних із природними піщаними та гравійними утвореннями, та з точки зору естетики. 